# 樂善堂梁銶琚學校（分校）
乐善堂梁銶琚学校（分校）（英語：L.S.T. Leung Kau Kui Primary School (Branch)）是香港新界元朗天水围天恩邨的一所由九龙乐善堂和梁𨱇琚创办的全日制小學男女校。學校於1993年創辦樂善堂梁銶琚學校下午校，2004年學校正式分拆成兩所全日制學校。

## 辦學宗旨
“九龍樂善堂為本港歷史悠久的慈善團體，一向為廣大市民提供多元化社會服務，其中以教育事業為主要項目之一，以發展優質、完善及均衡的教育服務為宗旨。本堂辦學以「仁、愛、勤、誠」為校訓，培養學生身體力行；以「德、智、體、群、美」五育為課程綱領，塑造完美人格，開創豐盛人生。各屬校施教方針均以學生為本，著重發展個別潛能，透過不倦的自我學習、體驗和實踐，建立積極樂觀的人生態度、熱心服務的助人精神和貢獻社會國家的豁達胸懷。”

## 图集

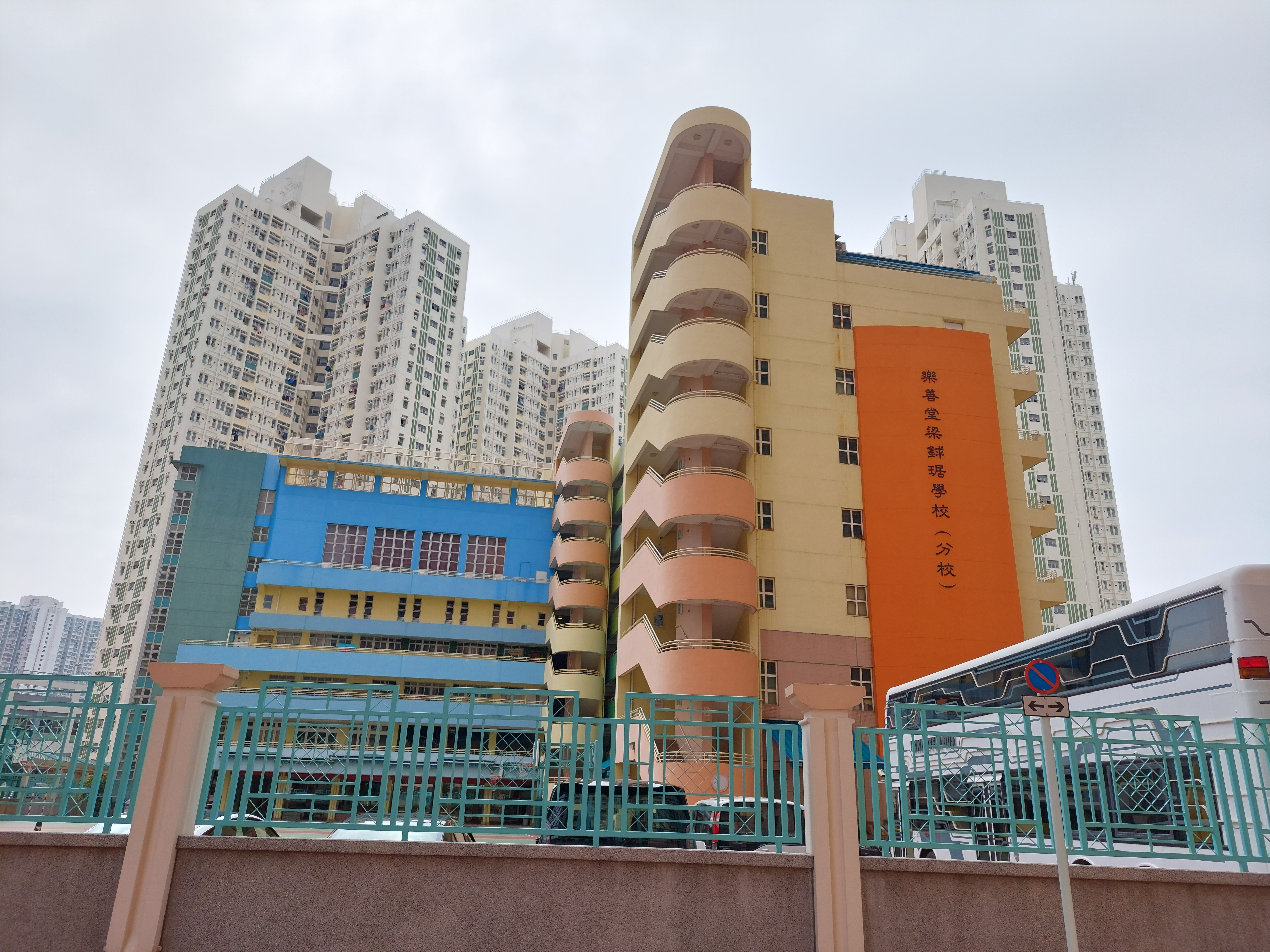
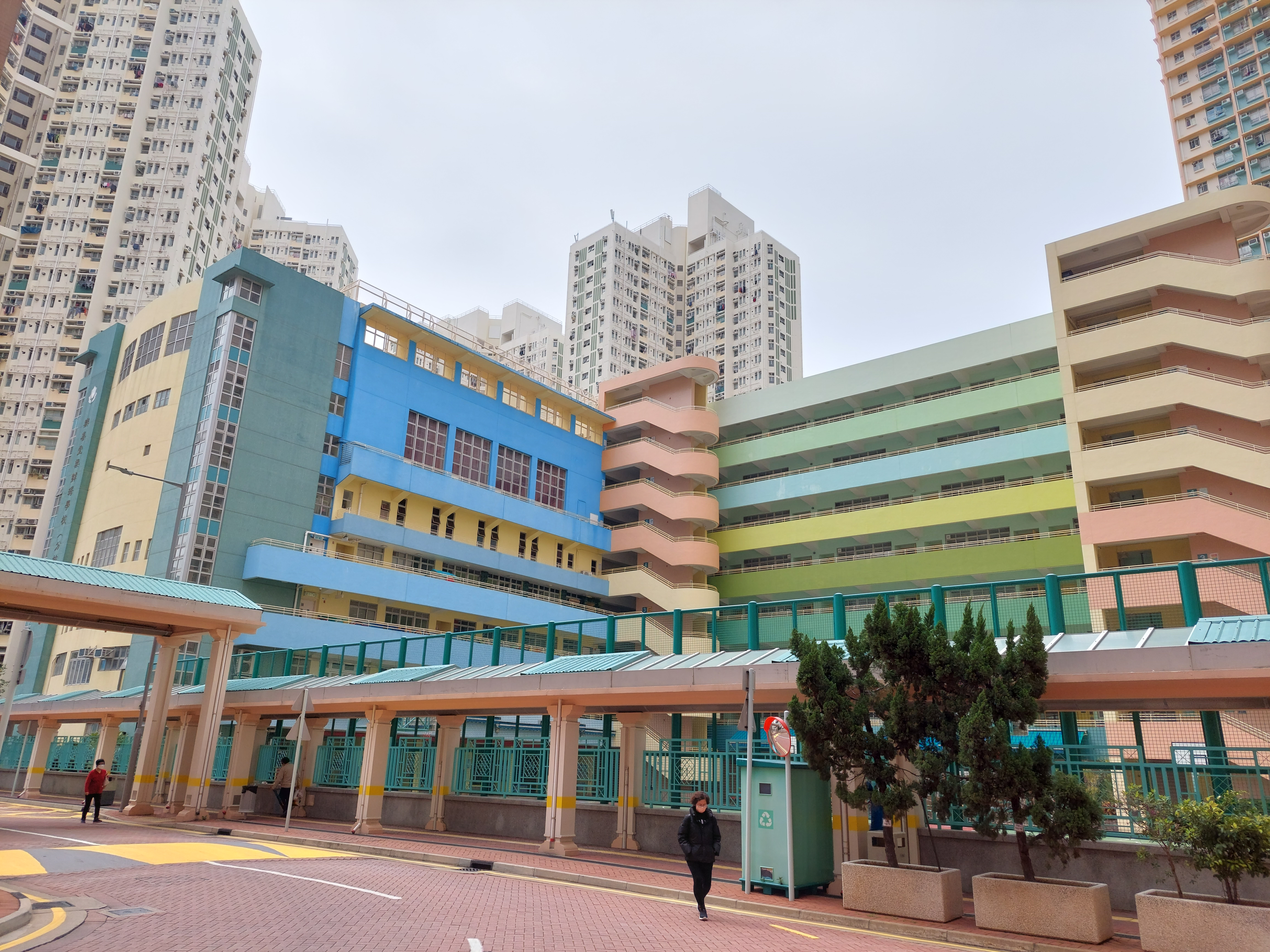

## 校舍
此校為一所千禧校舍，由一栋楼和数个楼梯组成。

## 學校設施
本校除了擁有2個標準籃球場及30個標準課室外，亦設有配合STEM課程的、禮堂、圖書館、科技室、多功能用途室、視覺藝術室、音樂室及常識室等不同設施，並設有一架，更於2021及2022年分別重新裝修英語室成為English Adventure Land 及電腦室AI SPACE。